# Peniophora
Genre
Peniophora est un genre de champignons basidiomycètes lignicoles de la famille des Peniophoraceae.  Le genre est fort répandu, et contient une septantaine d'espèces. Les espèces de Peniophora sont résupinées, de type croûte, et sont décrites comme corticioïdes. Un certain nombre d'espèces de ce genre sont parasitées par d'autres champignons comme la Tremelle mésentérique.

## Liste des espèces du genrePeniophora

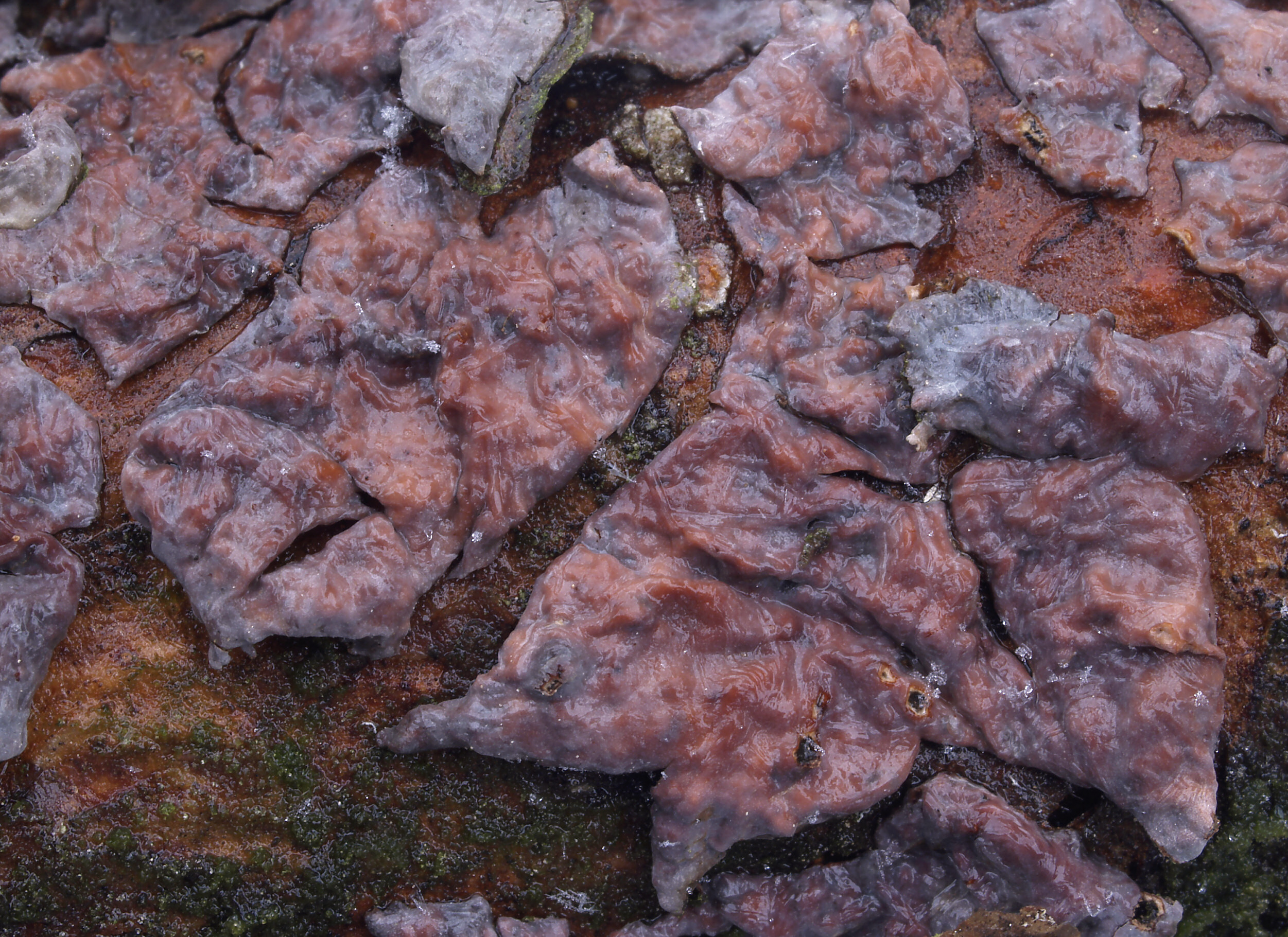
Peniophora pini

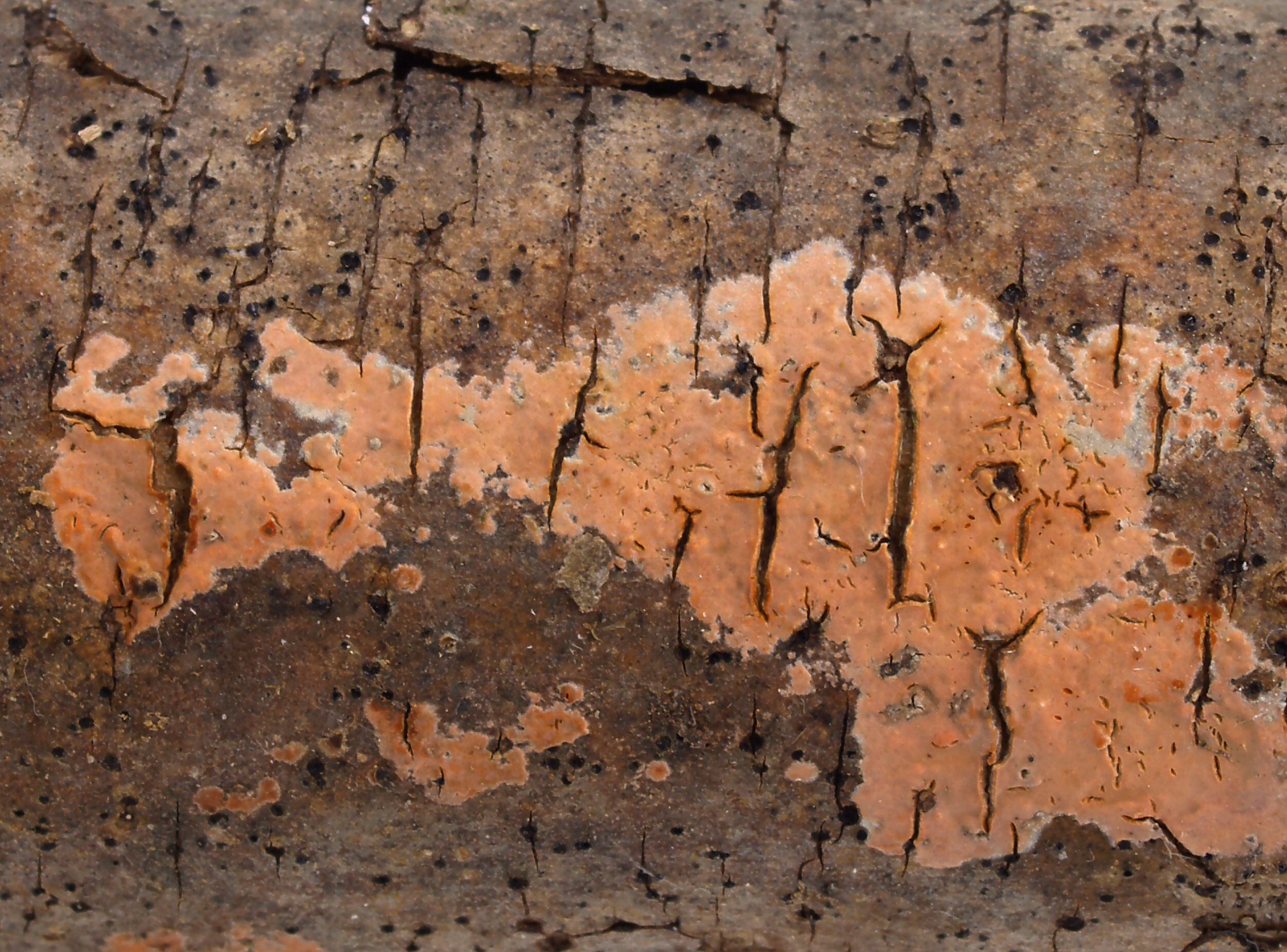
Peniophora incarnata

- Peniophora adjacens
- Peniophora albobadia
- Peniophora aurantiaca
- Peniophora bicornis
- Peniophora boidinii
- Peniophora bonariensis
- Peniophora borbonica
- Peniophora bruneiensis
- Peniophora carnea
- Peniophora cinerea
- Peniophora confusa
- Peniophora coprosmae
- Peniophora crassitunicata
- Peniophora crustosa
- Peniophora decorticans
- Peniophora dipyrenosperma
- Peniophora duplex
- Peniophora elaeidis
- Peniophora ericina
- Peniophora erikssonii
- Peniophora exima
- Peniophora fasticata
- Peniophora fissilis
- Peniophora gabonensis
- Peniophora gilbertsonii
- Peniophora guadelupensis
- Peniophora halimi
- Peniophora incarnata
- Peniophora junipericola
- Peniophora laeta
- Peniophora laurentii
- Peniophora laxitexta
- Peniophora lilacea
- Peniophora limitata
- Peniophora lycii
- Peniophora malaiensis
- Peniophora malenconii
- Peniophora manshurica
- Peniophora meridionalis
- Peniophora molesta
- Peniophora monticola
- Peniophora multicystidiata
- Peniophora nuda
- Peniophora ovalispora
- Peniophora parvocystidiata
- Peniophora perexigua
- Peniophora piceae
- Peniophora pilatiana
- Peniophora pini
- Peniophora pithya
- Peniophora polygonia
- Peniophora proxima
- Peniophora pruinata
- Peniophora pseudonuda
- Peniophora pseudopini
- Peniophora pseudoversicolor
- Peniophora pusilla
- Peniophora quercina
- Peniophora reidii
- Peniophora rhodocarpa
- Peniophora robusta
- Peniophora rufa
- Peniophora rufomarginata
- Peniophora scintillans
- Peniophora separans
- Peniophora septentrionalis
- Peniophora seymouriana
- Peniophora simulans
- Peniophora spathulata
- Peniophora sphaerocystidiata
- Peniophora subsalmonea
- Peniophora suecica
- Peniophora tamaricicola
- Peniophora taraguiensis
- Peniophora trigonosperma
- Peniophora versicolor
- Peniophora versiformis
- Peniophora violaceolivida
- Peniophora viridis